# Сквер Адама Мицкевича
Сквер Адама Мицкевича находится в Московском административно-территориальном районе столицы.

### История
Территория сквера Адама Мицкевича — колыбель предместья Романово — исторического района Минска, который начал застраиваться деревянными домами усадебного типа в середине XVIII в. за городским оборонительным земляным валом со рвом.
Градостроительным планом Минска 1858 предместье Романово включено в городскую черту. По новой границе города предполагалось проложить новую улицу, которая в проектах именовалась Загородной, Тюремно-Загородной и Серпуховской, но на отрезке от тюремного замка до Немигской проложена не была.
На плане Минска 1857 в пределах территории нынешнего сквера обозначено 19 домовладений с постройками, которые пострадали в результате опустошительного городского пожара 1881. Новая застройка доходными домами в основном была каменной.
Не ранее осени 1918 на углу Ново-Романовской и Преображенской улиц (ныне восточный угол сквера) на плацу совместного домовладения Гавриила Боярского и Рафаила Пржелясковского кто-то зарыл клад, который пролежал в земле 70 лет и был обнаружен при рытье траншеи для прокладки теплотрассы.
В июне 1941 вся домовая застройка в квартале довоенных улиц Мясникова — Республиканская — Интернациональная (ныне Володарского) разрушена в результате немецкой авиабомбардировки. Домовая застройка в квартале довоенных улиц Мясникова — Республиканская — Немигская в основном сохранилась и была снесена в начале 1970-х при расширении трассы новой Немиги.
На месте былой застройки долгое время был пустырь. В путеводителях Минска 1957, 1967 и 1973 в описываемой местности зеленая зона не упоминалась; впервые она обозначена в путеводителе 1976.

### Характеристика
Благоустроенный небольшой сквер почти трапециевидной формы площадью около 2,2 га с наибольшей диагональю 250 м ограничивается улицами Немига, Городской Вал и Володарского. Его пересекают пешеходные дорожки, на главном их пересечении в 2003 установлен памятник Адаму Мицкевичу.